# Toula (rivière)
Pour les articles homonymes, voir Toula (homonymie).
Toula (en mongol cyrillique : Туул гол, Tuul Gol) est une rivière considérée comme sacrée en Mongolie, elle traverse le pays sur 704 km de long.
Elle prend sa source sur le Monts Khentii.
Elle traverse la capitale du pays, Oulan-Bator et l'aïmag de Töv.

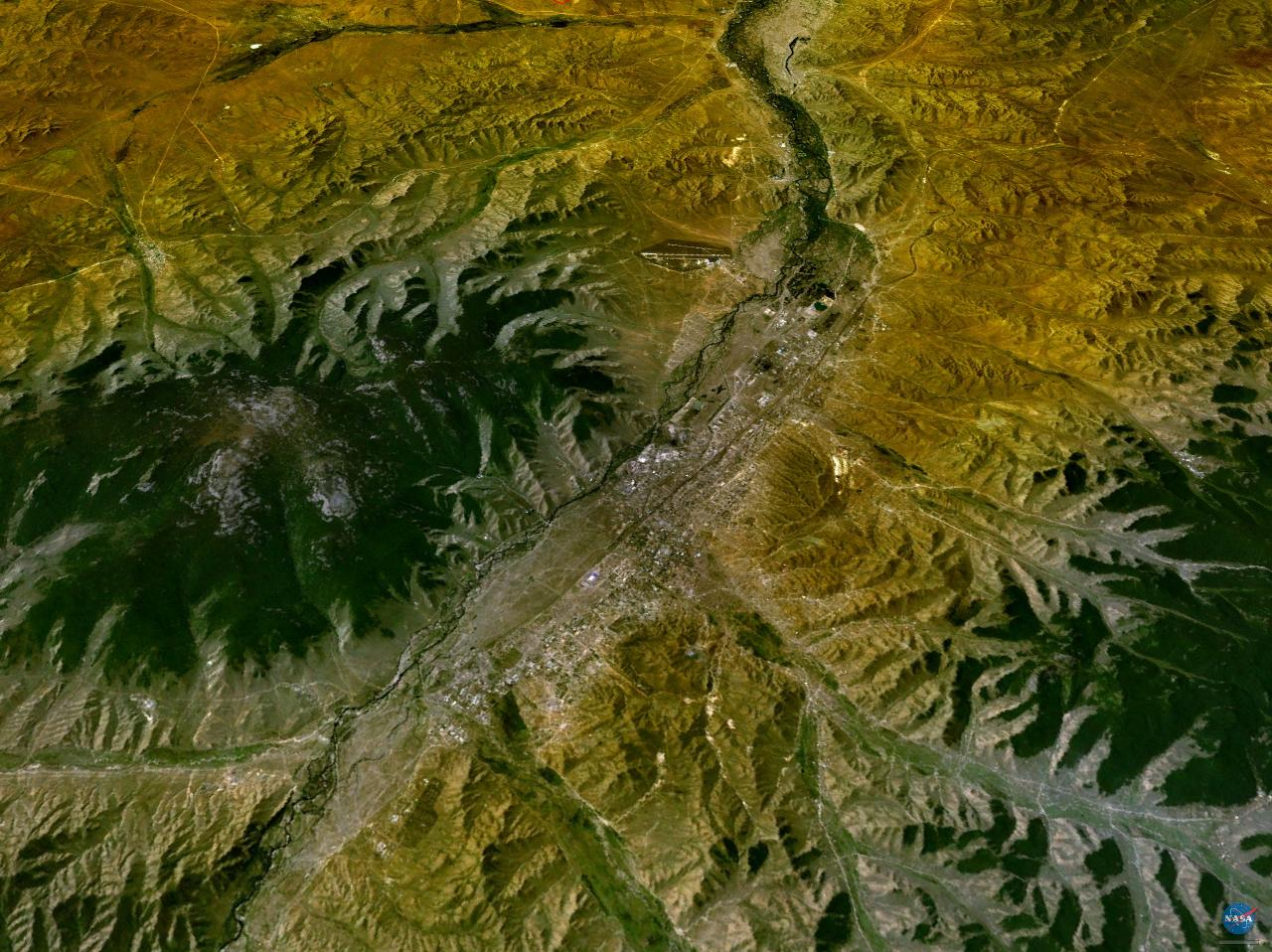
Image satellite du bassin de la rivière Toula traversant Oulan-Bator.